# Koen Barbé

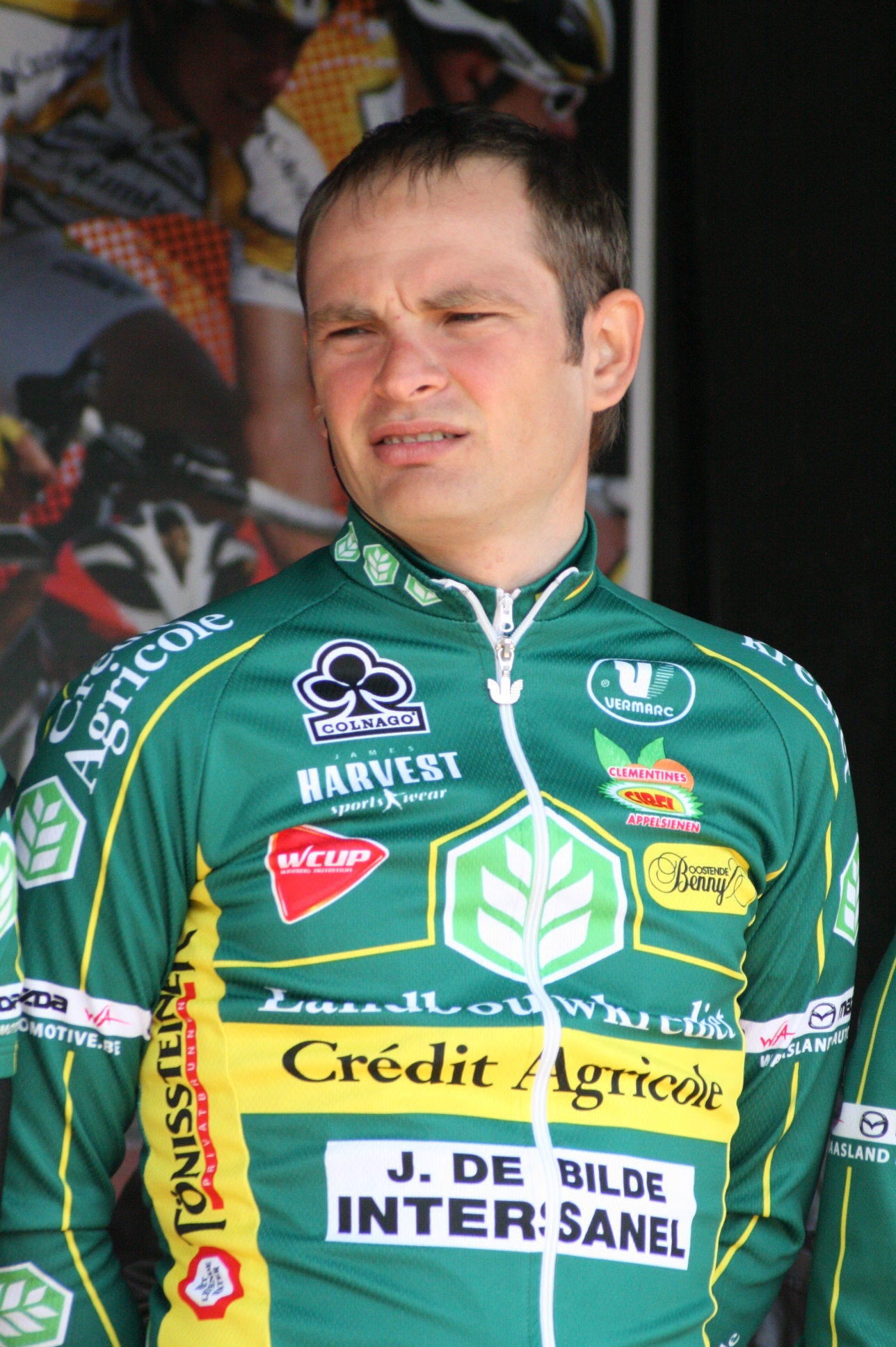
Koen Barbé bei den Vier Tagen von Dünkirchen 2010

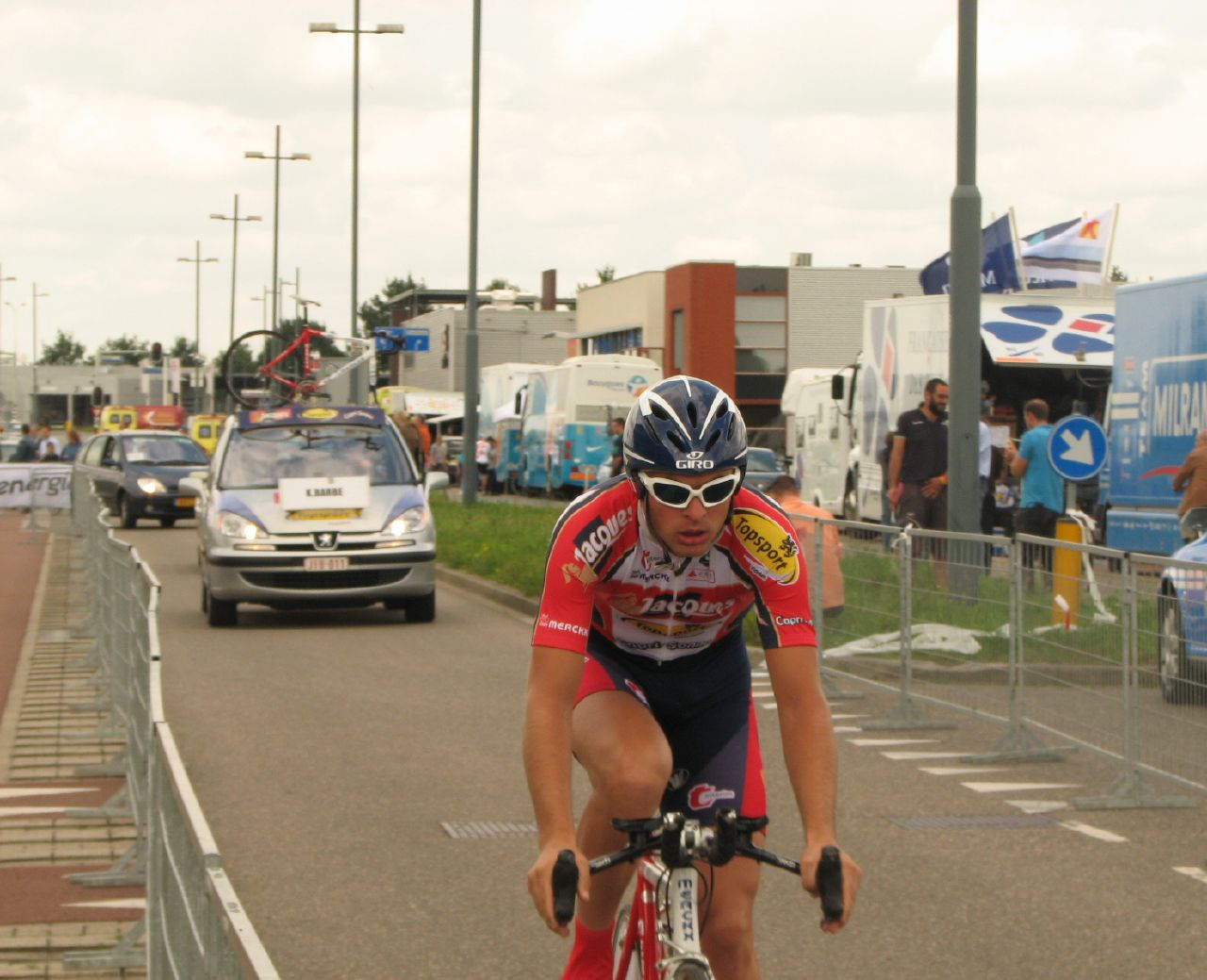
Koen Barbé beim Zeitfahren der ENECO Tour 2007 in Sittard-Geleen

Koen Barbé (* 20. Januar 1981 in Zottegem) ist ein ehemaliger belgischer Radrennfahrer.
Barbé wurde 2004 bei Vlaanderen-T Interim Profi. Er wurde 2003 belgischer Meister der U23-Klasse und gewann 2005 den Grand Prix Rudy Dhaenens. 2009 wechselte er zu Landbouwkrediet und Ende der Saison 2013 beendete er seine Karriere.

## Erfolge
2003
- Belgischer Meister – Straßenrennen (U23)

2005
- Grand Prix Rudy Dhaenens

## Teams
- 2004 Vlaanderen-T Interim
- 2005 Chocolade Jacques-T Interim
- 2006–2007 Chocolade Jacques-Topsport Vlaanderen
- 2008 Topsport Vlaanderen
- 2009 Landbouwkrediet-Colnago
- 2010–2011 Landbouwkrediet
- 2012 Landbouwkrediet-Euphony
- 2013 Crelan-Euphony